# Xã Comstock, Michigan
Xã Comstock (tiếng Anh: Comstock Township) là một xã thuộc quận Kalamazoo, tiểu bang Michigan, Hoa Kỳ. Năm 2010, dân số của xã này là 14.854 người.